# Йордан Господинов
Йордан Господинов Колев е бивш български футболист, вратар, национал. Роден е на 15 юни 1978 г. Висок е 190 см, 82 кг. Възпитаник на ОФК Сливен.